# Зебоден на Милштетском језеру
Зебоден на Милштетском језеру је тржни град који се налази директно на Милштетерском језеру у округу Шпитал на Драви у Корушкој у Аустрији са 6 645 становника (од 1. јануара 2023.).
Зебоден је легално признато лечилиште.

## Географија

### Географска локација
Општина се простире преко западног залива Милштатског језера од Волфсберга на југу до Чиернока на северу. Сеебоден се налази у непосредној близини главног града округа Шпитал ан дер Драу . Главни град Сеебоден, раштркано насеље без историјског центра, развио се из градова Гричах, Краут, Рајх и Вирлсдорф као резултат туризма.

### Конгрегациона структура
Зебоден је подељен на четири катастарске заједнице:
- Лизерег
- Лизерхофен
- Зебоден
- Трефлинг

и обухвата следећа 22 локалитета (број становника у загради од 1. јануар 2023.):
- На Чирноку
- Карлсдорф
- Колм
- Кецинг
- Крас
- Лидвег
- Лизербрике
- Лизерег
- Лизерхофен
- Лизлдорф
- Лурнбихл
- Мусканицен
- Пирк
- Рауфен
- Санкт Волфганг
- Шлосау
- Зебах
- Зебоден на Милштетском језеру
- Тангерн
- Трасишк
- Трефлинг
- Унтерхаус

## Историја
Неколико праисторијских налаза на данашњем општинском подручју указује на различита рана насеља. Камена секира из раног каменог доба (3000-2000. п. н. е.) откривена је у Трефлингер Моосу. ) и пронашао рупу секиру у Гричаху. У Треффлингер Моосу откривена је и секира са лопатицама из бронзаног доба, која датира око 1800-1750. п. н. е.. је датиран. Бројни други предантички налази потичу из халштатског периода . Највећи налаз из овог периода датира из 1927. године, где су остаци бронзаних одливака пронађени на улазу у град на истоку код некадашњег Пансиона Плони. 
Од око 200. године п.н.е Подручје је припадало племенском подручју Амбидравија, народа који „живи са обе стране Драуа“, што је римски назив за норичко становништво које се овде настанило.
Зебоден је једно од најбогатијих античких налазишта у непосредној близини Тојрније. Римски пут Вија Јулија Августа који води кроз Драутал пресецао је Лиесер код Лизербрукеа, а путна станица са раскрсницама за Салцбург (Иувавум) је наводно била у области Зебоден. Због пронађеног материјала и стратешки важне локације, Ф. Јанч размишља о војним објектима и хронолошки фокус насеља ставља у прву половину I века нове ере. Може се претпоставити да је Рим користио трасу за први прелазак преко реке. Источни Алпи Лизертал, преко Радстадтер Тауерн до Салцбурга и даље до Дунава. Постоји много индикација за ток пута од дилерске станице у Балдерсдорфу код Молзбихла у Драуталу, поред уточишта на Волфсбергу до превоја/моста код куће Бругер преко Зебах, преко Коцинга до Гминда. Поред малих налаза, на извору Тангерн налази се и римски извор. Многа имена места, посебно на високој висоравни изнад Милштатског језера, сведоче о интензивној досељачкој активности Словена на том подручју у карантанском периоду. Од друге половине 8. века Баварци су заузели то подручје и започели насилне прозелитистичке и крваво гушене револуције које су се распламсале. О одбрамбеним напорима сведочи Ротте Трасисцхк, „стражарска станица”, где је можда било утврђено село против Бавараца. Око 800. године црква, која је била потчињена цару Карлу Великом, променила је своју прозелитску стратегију, јер су хтели да избегну геноцид попут оног против Саксонаца. Најнижи слој становништва требало је ненасилно превести у хришћанство путем крштених цркава. Једна таква црква је најстарија Сеебоден црква у Котзингу, посвећена Јовану Крститељу, чији су темељи пронађени 1953. године када се градио силос. Око 1000. године, хрватске утврђене земљораднике населила је Франконска окружна управа, као што и назив округа Краут. Вероватно би требало да контролишу још увек словенске суседе и штите пут. Отприлике у то време, немачки је постепено постао колоквијални језик уместо јужнословенског.
Најкасније од 1237. године заштитну функцију преузима властелинство под грађом Сомерег, којој је припадало подручје данашње општине. Дуго времена, ово је било у власништву грофова Ортенбурга, затим је прешло на грофове од Цилија, а затим на Хабзбурговце. Феудални власници и бурггрови су у 15. и 16 века господари Грабена, чији су га наследници продали 1550. породици Кевенхилер . Након што су 1629. напустили Корушку, дошао је у посед Ханса Витмана, а 1651. године прешао је на породицу Лодрон из Гминда . У то време, Соммерегг је добио само као суверени феуд, а следеће године замак и лордство су постали приватно власништво Лодрона.
Рани опис ове области дао је бечки алпиниста и званичник Хофкамера Јозеф Киселак (1798-1831), који је прошао поред подручја од Милштата на свом пешачењу до Аустрије 1825:
„Шетао сам сат времена по језеру, које је било богато рибом, кроз бедна села Герчах и Лерхендорф, док се није завршило код Вирлсдорфа. Мочварне ливаде, које једва носе дрвене колибе становника који воле прљавштину, стални су призор наизменичног луталице који тоне низ пролазе. 
Села Сеебоден припадала су породици Лодрон до конституисања политичке заједнице у Корушкој 1850. године. Сеебоден и Треффлинг, основани као независне заједнице 1850. године, спојили су се 1870. године. Лизерхофен је, с друге стране, 1850. био припојен широј заједници Шпитала, али је постао независан 1886. У то време Лизерхофену су припадала и села Зебрике и Волфсберг (Фратрес).
Године 1918. шпански грип у Зебодену однео је најмање 15 живота (Хроника жупе Лизерег).  Пошто се болест није могла пријавити и тешко је дијагностиковати, тачан број жртава није познат. У школској хроници Зебоденске основне школе за 5 новембра 1918. забележено је да се настава може наставити тек након двонедељне обуставе. Аустроугарска је била на врхунцу Другог светског рата. Епидемија грипа у растварању. Није било никакве подршке владе. Због проласка трупа, војника који су се враћали са фронтова у матичне земље и повремено пљачкали, у граду је владао извесни немир.  Било је и извештаја о аустријским ратним заробљеницима који су преживели рат, али су потом умрли у иностранству од грипа. Породицу фабричког радника судбина је посебно погодила.  Муж и старији син су погинули у рату, мајка је умрла са млађим дететом од грипа.
Од маја 1934. трајале су борбе између формација политичких партија у области око Милштетског језера и хапшене су присталице НСДАП-а .  Политичке акције нациста, углавном младих дечака, биле су релативно безопасне почетком 1930-их. На истакнутим местима су биле насликане свастике, заставе свастике или паљене ватре у облику свастике на планинама на Мирноку, Голдеку или Гмајнеку.
У ноћи 29 1. јуна 1934. године први пут је настала озбиљна материјална штета украденим експлозивом из фабрике магнезита Радентхеин.  Да би застрашили политичке противнике, присталице сада забрањеног НСДАП-а дигле су у ваздух новосаграђену кућу фабричког радника Стефана Стеурера у Делаху. Исте ноћи догодио се највећи терористички напад у Корушкој до сада, дизање у ваздух великог, гвозденог Лизеровог моста код Зебаха, који је привремено пресекао Миллстаттер Сеегебиет од железничке везе.  У Вортхерсееу, напад на бечки експресни воз није успео. Обе акције биле су усмерене на наношење штете и домаћем туризму.
За 1 1. јануара 1973. Лизерхофен је коначно укључен у Зебоден.
Од око 1900. године постоје детаљни описи дванаест сеоских кућа, алпских колиба и сеоских оруђа за област Сеебоден од Јоханна Рајнхарда Бункера. Фолклориста из Зебаха био је учитељ у Шопрону и провео је неколико лета са својим братом, пастором Требесинга. 
Све до касног 19 У 19. веку обала језера је била мало цењена за разлику од залеђа које се интензивно користило за пољопривреду. Само као резултат летњег туризма, данашњи Сеебоден се развио дуж западне обале од градова Гричах, Краут, Рајх и Вирлсдорф као доминантни главни град заједнице. Првобитно, већина градова су биле пољопривредне заједнице са малим уделом бизниса, али је последњих деценија туризам постао главни привредни сектор општине. То је такође довело до континуираног повећања броја становника. Због овога и повећаног регионалног значаја, Сеебоден је 2000. године подигнут у тржни град. У новембру 2011. име заједнице је допуњено додатком „ам Миллстаттер Сее“.  
Клингерпарк, парк (21.627 м²) на језеру који је слободно доступан од 1992. године и укључује рибарску луку и пристајалиште за брод, добио је име по Роберту Клингеру фон Клингсторфу . Потицао је из веома успешне породице боемских произвођача текстила у Нојштату ан дер Тафелфихте . Године 1918. Роберт и његов брат Хуго купили су имање Спиттал од породице Порција за 8,5 милиона круна. У економски тешким 1920-им, породица Клингер је морала да прода многа имања, а имање на језеру припало је Робертовој жени, која га је 1961. продала општини за три милиона шилинга. 

## Култура и знаменитости
- Дворац Зомерег
- Доњи дом евангелистичке цркве
- Католичка жупна црква Зебоден Пресвето Срце Исусово
- Католичка жупна црква Лизерегг Марије Химелфарт

### Музеји
- Музеј мучења у замку Зомерег
- 1. Музеј рибарства Корушке
- Бонсаи музеј са зен вртовима

### Галерије
- Галерија степеништа – Вереин Култур Импулс

### Природа
- Милштетско језеро: бродарство, школе скијања на води
- бројни паркови и зелене површине
- Чирнок (део Милшетских Алпи) као локално планинско и планинарско подручје са стазама за санкање зими

### Редовни догађаји
- Витешке игре у замку Зомерег : Витешки фестивал се одржава сваке године у августу током три недеље у средњовековном селу изграђеном за ову сврху
- Пролећни концерт Трацхтенкапелле Сеебоден: сваке године у суботу пред Мајчин дан
- Петра и Павла: одржава се сваке године 29. априла. јуна у Вирлсдорфу
- Почетком септембра у Сеебодену се одржава „Фестивал штрудла у Зебодену“.

## Политика
| Општинско веће Сеебоден има 27 чланова (од 2015). - Након избора за општинско веће 2003. године, имао је следећи састав: 10 ОВП, 6 СПО, 2 ФПО, 1 СГЛ. - Након општинских избора 2009. године, имала је сљедећи састав: 8 ОВП, 6 СПО, 4 БЗО, 1 ГРУНЕ. - Након избора за општинско веће 2015. године, имала је следећи састав: 14 ОВП, 7 СПО, 6 ФПО - Од избора за општинско веће 2021. године, имао је следећи састав: 10 ОВП, 7 СПО, 6 ФПО, 4 НЕОС |

Директно изабрани градоначелници били су:
- 2009. до 2021. Волфганг Клинар (ЕВП)
- од 2021. Томас Шефауер (СПЕ)

### Грб
Грб повезује локацију Сеебодена на Милштатском језеру (плава позадина штита и златна „ сирена “) са локалном историјом владара (црвени и сребрни штит грофова Ортенбурга ). Предат је пијаци 30. априла 1958. коју је доделила корушка државна влада.
Званични грб гласи:
„У плавом штиту златна сирена, која у наручју држи црвени штит у коме се појављује сребрни врх на врху са црвеним крилом, праћен са два сребрна крила. 
Застава је црвена, плава и жута са интегрисаним грбом.

## Галерија
- Зебоден, гледан са супротне обале језера. На слици је и дворац Зомерег

## Личности
- Јохан Рајнхард Бункер (1863–1914), учитељ и фолклориста
- Ото Едер (1924–1982), вајар
- Аксел Хубер (1942–2019), аустријски хроничар, локални историчар и ронилац
- Херберт Хаупт (рођен 1947), политичар
- Ханелоре Гиглер (рођена 1954), скибоб атлетичарка
- Валтер Хофер (* 1955), спортски званичник, директор ФИС трка за скијашке скокове и нордијску комбинацију
- Томас Моргенштерн (рођен 1986), скијашки скакач и олимпијски шампион
- Ева Глависшниг-Писцек (рођена 1969), политичарка

## Књижевност
- Еди Раутер: Сеебоден. Лечилиште на Милштатском језеру. Верлаг Царинтхиа, Клагенфурт, 1976, ИСБН 3-85378-015-6 .
- Еди Раутер: Сеебоден кроз векове. Самоиздање општине Сеебоден, Зебоден 1994, без ИСБН-а.
- Карен Шаелов-Вебер: Зебоден на Милштетском језеру, Корушка. цркве и капеле. (Уметнички водич) Уметнички издавач Педа, Пасау 2002, ИСБН 3-89643-185-4 .